# Repubblica di Senarica

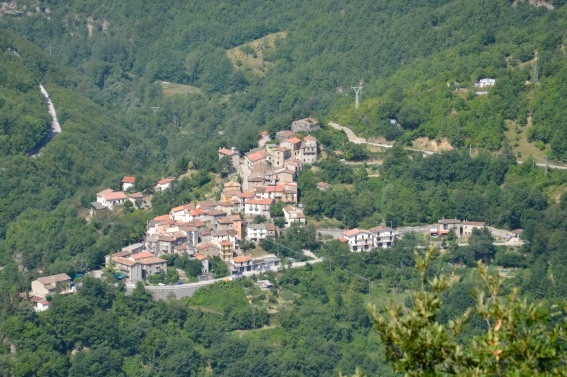
Una veduta della frazione di Senarica

Per repubblica di Senarica si intende il regime di autogoverno, inteso con la formula mero et mixto imperio, che nel 1356 Giovanna I di Napoli avrebbe concesso agli abitanti del borgo appenninico di Senarica (oggi frazione del comune di Crognaleto, in Abruzzo) e del quale essi avrebbero goduto sino al 1797. 
La leggenda dell'esistenza di un singolare privilegio repubblicano per il piccolo borgo e il territorio ad essa immediatamente circostante, diffusasi localmente nel XVIII secolo sulla base di presunte prove documentali oggi introvabili, è stata confutata già nel primo Ottocento. Essa in effetti, oltre ad apparire implausibile sul piano logico, è anche incongruente con i documenti storici di conferma feudale sulla località in favore di alcune famiglie del luogo.

## Riferimenti storici
La leggenda si incardina probabilmente nell’episodio, che nel Settecento Antonio Ludovico Antinori descrisse nei suoi Annali sulla scorta della cronaca di Antonio di Boezio o di Buccio, secondo cui, nel 1367, il tentativo di Ambrogio Visconti di entrare da nord nel Regno di Napoli attraverso il contado aquilano fu fermato dall'attacco degli uomini armati che la regina Giovanna I aveva potuto raccogliere nei dintorni. Non si può escludere che a quelle operazioni di guerriglia presero parte i componenti della famiglia feudale dei signori di Poggio Ramonte, di cui è attestata la presenza, nel 1365, nella rocca di Antrodoco, i quali poterono per questo essere stati in seguito ricompensati dalla sovrana con concessioni e privilegi feudali. Altri cronisti che si occuparono dell'episodio ne hanno fornito versioni diverse, meno probabili, secondo cui lo scontro tra il Visconti e le truppe napoletane avvenne nella non identificata località di Sacco del Tronto.
Tuttavia al di là della tradizione locale di origine relativamente recente (secolo XVIII), fondata su introvabili documenti e tuttavia meritevole di essere approfondita circa i motivi di questa vicenda ispirata alla repubblica veneziana, della cronotassi dei suoi “dogi” e del nome stesso di Senarica, i documenti ancora esistenti smentiscono l'esistenza di ogni istituzione repubblicana, che di per sé presupporrebbe l'indipendenza da altre autorità, che non siano i soli cittadini variamente organizzati di questa piccola località dell'Abruzzo teramano, così come sembrerebbero poco fondati i motivi o i meriti per i quali la regina Giovanna I di Napoli avrebbe potuto concedere un privilegio tanto importante, dovendo distaccare una seppure esigua parte del territorio dal proprio regno. Fu proprio Raffaele D'Ilario, come già detto, ad avvalorare negli anni settanta del XX secolo, la confutazione formulata già durante il XIX secolo della reale esistenza della "repubblica", ricavando le notizie da fonti del primo Ottocento e di età precedente. Allo stesso tempo appare poco probabile che un documento tanto importante concesso da un sovrano non venisse mai richiamato nei privilegi e diplomi di epoca successiva.
Già Anton Ludovico Antinori nella sua Corografia, nella lunga descrizione della voce Poggio Ramonte non cita mai la parola repubblica, ma la stessa è riportata in una memoria processuale di parte della stessa Università risalente al 1761 contro le famiglie Leognani conti di Mignano e dei Castiglione marchesi di Poggio Umbricchio, per il mancato versamento dei tributi relativi al possesso di quote del feudo di Poggio Ramonte, il cui territorio si estendeva fino alle pendici del Monte Corvo (c. 179 e segg.), nella quale i suoi cittadini già si autoproclamavano "Repubblica di Poggio Ramonte o sia Senarica" e nella stessa è riportata una relazione del diploma del 29/03/1577 del viceré Íñigo López de Hurtado de Mendoza Marchese di Mondéjar, che concedeva agli uomini di Senarica in nome del re, la grazia speciale di continuare nel possesso di quel feudo come l'avevano posseduto i loro progenitori, sotto le leggi feudali del regno e sotto l'obbligo del servizio feudale. 
Nel 1610 con il diploma concesso dal viceré di Napoli Juan Alonso Pimentel de Herrera, conte di Benavente, oltre alla conferma dei privilegi concessi nel 1577, si specificava che gli abitanti di Poggio Ramonte non dovessero riconoscere altra autorità superiore se non quella del Re. Nella medesima voce appare nella veste di "Doge" di Senarica nel 1766, Nicodemo de Nardangelis ad opporre le ragioni del feudo di Senarica contro le pretese delle famiglie dei Castiglione, Tribuni, Filomusi e Leognani circa la dipendenza di Campiglione.
Appare così evidente, come aveva notato il viaggiatore inglese Craven, che lo stesso concetto di repubblica in senso moderno, è in antitesi con i documenti di conferma feudale ad alcune famiglie del luogo, ritenute probabilmente discendenti per successione di diritto longobardo, da Cianto, Giacomantonio e Francesco di Angeluccio signori di Poggio Ramonte, che detenevano il feudo, "diruto, inabitato e privo di vassalli", posto in gran parte sulla destra dell'alta valle del Vomano confinante con Fano Adriano, la montagna di Roseto e Chiarino, nella seconda metà del secolo XVI, quando sin dal XV secolo i loro probabili antenati risultavano renitenti ai versamenti delle imposizioni feudali allegando la causa di povertà. Tutto ciò a significare la piena dipendenza di queste dalla corona napoletana almeno sin dagli inizi del secolo XVI, quando il territorio, strettamente legato con il feudo di Poggio Ramonte e con la signoria di Poggio Umbricchio, era stato concesso con la clausola pro commune et indiviso iure langobardorum. È da aggiungere che in altri documenti ancora conservati presso l'Archivio di Stato di Napoli, il feudo di Poggio Ramonte seu Sinarco era classificato come feudo rustico, il che voleva dire che il suo possesso, secondo il consolidato diritto feudale napoletano, non comportava la qualifica di nobile per i suoi feudatari, men che meno l'uso di eventuali titoli specifici se non quello generico di “baroni” o signori di sé stessi. Per questo motivo, ritenuto l'intero territorio esclusivamente feudale, non venne mai redatto, forse caso unico nel Regno di Napoli, un catasto onciario  dei beni allodiali o burgensatici di Senarica.
Basterebbero così i noti diplomi vicereali di fine secolo XVI e del principio del secolo XVII, riportati in alcuni testi, per dubitare se non escludere sul piano logico e documentale circa l'ipotesi “repubblicana”, secondo l'accezione moderna del termine, rivendicata da Senarica.

## La repubblica di Senarica nella leggenda

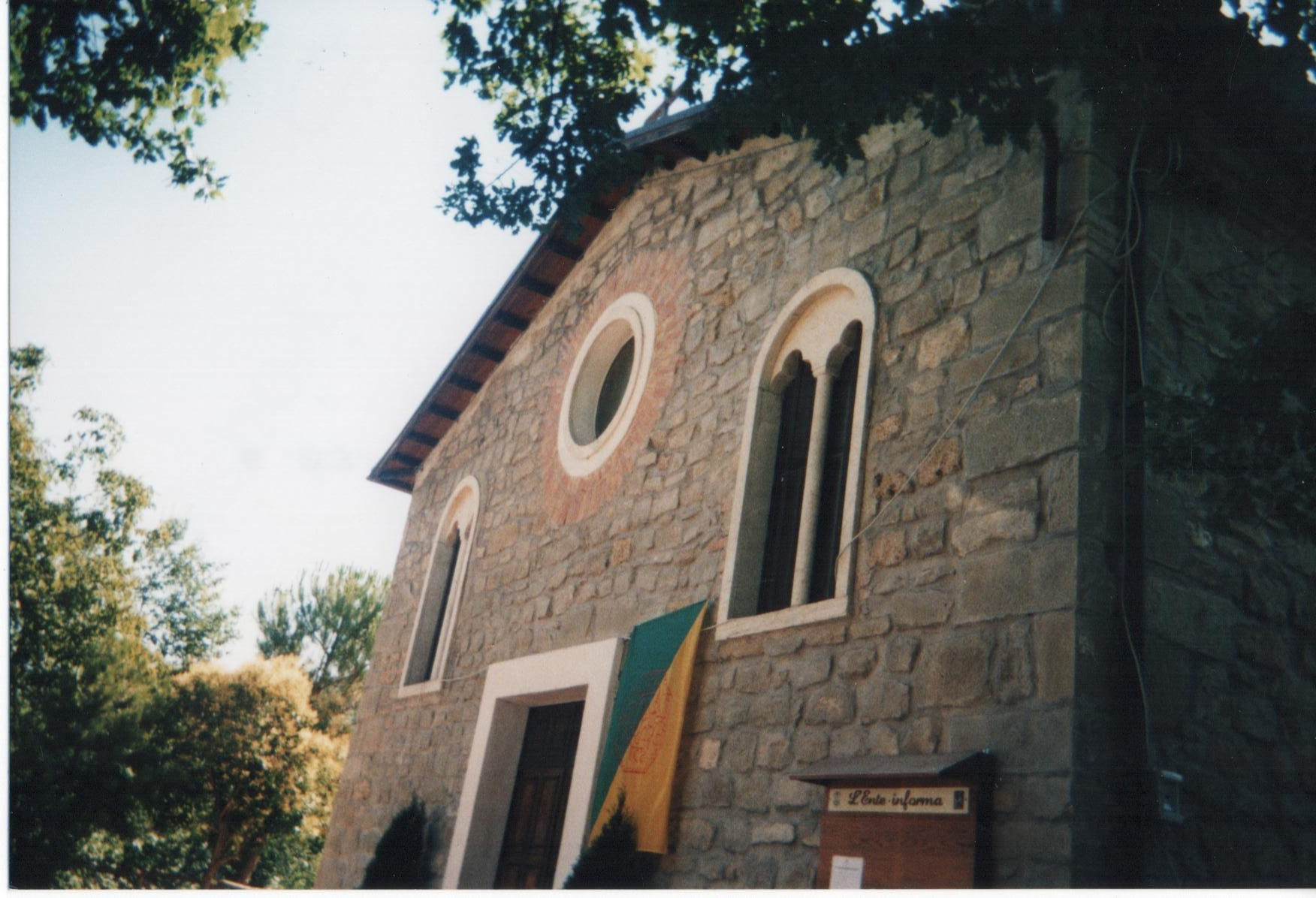
La facciata della chiesa dei SS. Proto e Giacinto con la presunta bandiera della repubblica.

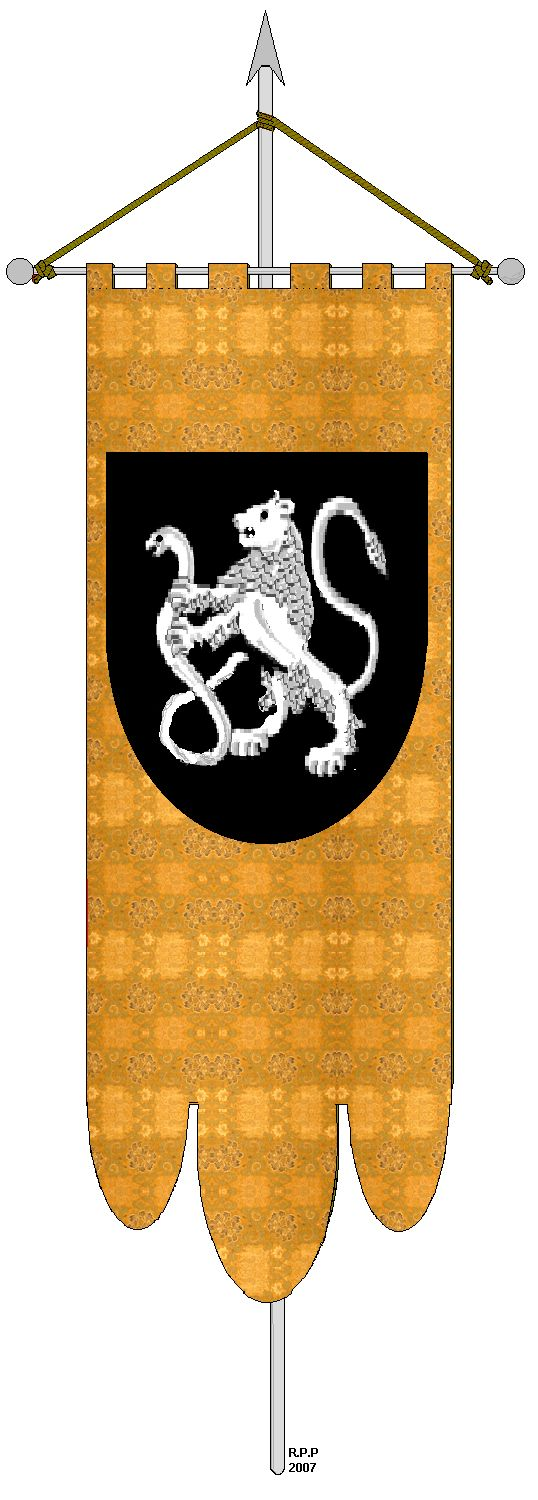
Ipotetico gonfalone della Repubblica

La leggenda vuole che la regina di Napoli Giovanna I avrebbe concesso agli abitanti di questo piccolo paese, di autogovernarsi con una normativa autonoma senza vincoli di vassallaggio se non nei confronti della corona, per ringraziarli del coraggio dimostrato nel respingere l'esercito dei Visconti. In virtù dell'antico diritto longobardo sulla successione nei feudi che prevedeva il passaggio alle discendenti di sesso femminile in assenza di figli maschi, sarebbero così stati considerati, a seguito dei numerosi inevitabili eredi del feudo, tenuto pro commune et indiviso come previsto dalle prammatiche vicereali, tutti baroni di loro stessi. Ed è in virtù di questa possibile ipotesi che, pur astraendo dall'intervento di Venezia citata solo durante il XVIII secolo, in quanto probabili discendenti della famiglia dei signori di Poggio Ramonte possessori del feudo omonimo nella seconda metà del XV secolo, e quindi feudatari del luogo, gli abitanti di Senarica discendenti dalle 10 famiglie citate nel diploma del 1610, ebbero in qualche modo la possibilità di autogovernarsi secondo le leggi feudali del tempo, eleggendo un doge e nominando per conto proprio tutti i funzionari. Gli abitanti del villaggio si fregierebbero dell'appellativo di baroni concesso da Venezia alla Serenissima sorella in occasione di un presunto sodalizio per cui Senarica le inviava due militi, ogni anno, e venti ducati per assicurarsi la sua protezione. Il presunto evento è ricordato nel borgo dove si organizza, il 13 agosto, la festa della repubblica: nel 2013 partecipò ad altra manifestazione locale un rappresentante del comune di Venezia.
Non sono noti documenti comprovanti la concessione regia del privilegio repubblicano, e la loro presunta collocazione nell'archivio della Cancelleria angioina non è più verificabile in quanto lo stesso è stato distrutto durante la seconda guerra mondiale. Anche della lettera scritta dal doge della repubblica di Venezia a quello di Senarica per esprimere gratitudine circa i contributi militari da questa apportati, secondo la leggenda fino al XIX secolo nelle mani del vescovo di Teramo Alessandro Berrettini, morto nel 1849, non ci sarebbe traccia.
Questo leggendario passato sarebbe comunque radicato nelle persone e nelle cose del borgo abruzzese: sulle facciate di antiche case permangono ancora le scritte esentasse, l'iscrizione "R. di Senarica" con lo stemma del leone rampante che tiene tra gli artigli un ferro di cavallo, come pure il sigillo su vecchi attestati o nel libro dei morti della chiesa dei Santi Proto e Giacinto, sede delle adunanze del popolo, dell'insediamento del doge e nella cui cripta trovavano sepoltura i dirigenti locali e gli arcipreti. Nell'interno restaurato si conservano le statue lignee dei due fratelli martiri, schiavi eunuchi di sant'Eugenia.
L'economia senarichese era basata soprattutto sul legno dei castagni grigi. Questo veniva usato come combustibile per riscaldamento nei gelidi inverni, per cucinare, per realizzare sedie impagliate e madie senza uso di chiodi, mentre il frutto è importante anche oggi nella gastronomia locale. Ci si dedicava, inoltre, alla lavorazione del cuoio, del rame e dei gioielli.
Sempre secondo la leggenda, gli abitanti di Senarica, uomini liberi, riuniti in Assemblea Senatoriale o Consiglio dei Notabili, eleggevano il doge che, secondo il presunto statuto del 1357, doveva essere un galantuomo che non sapesse leggere e scrivere. Il senato sarebbe stato composto da 24 membri effettivi di età non inferiore a 50 anni, con riunione annuale il 1º gennaio. Il cancelliere sarebbe stato il capo dell'esecutivo offrendo assistenza al doge nelle sue funzioni controfirmando i decreti, anche quando amministrava la giustizia. La presunta repubblica avrebbe anche avuto il diritto di battere moneta. La leggenda vuole che la repubblica disponesse anche di un piccolo esercito, la cosiddetta guardia "dogale", con funzioni di polizia e di protezione dei senatori e dei segretari.
Tra i presunti 36 dogi vi sarebbe tale Ercole Cantù I (1549-1579), detto dux, che avrebbe instaurato un governo autoritario degradando il senato ad organo consultivo. La leggenda vuole che la popolazione disconobbe i successori del 34° presunto doge, Davide Ciantone (1761-1769), poiché il suo presunto successore, Bernardino Cicintò I (5 giugno 1769-15 luglio 1775), avrebbe assegnato nel 1775 il territorio alla figlia Francesca, che lo avrebbe poi trasmesso al marito Sigismondo De Nordangelis (1775-1797), barone di Castiglione di Sicilia, il quale lo avrebbe quindi aggiunto ai suoi feudi, dopo l'esilio del suocero a Castelli.
Il re Ferdinando I delle Due Sicilie avrebbe infine inviato un gruppo di funzionari nel borgo per accertamenti sulla sua fiscalità, e spinto dal segretario di Stato Bernardo Tanucci, il sovrano ne avrebbe disposto il sequestro il 15 luglio 1775, con la conseguente fuga di Bernardino Cicintò I.